# 왕자수견태실비(태봉석비)
왕자수견태실비(태봉석비)는 대한민국 전라남도 순천시 서면 학구리에 있다. 2015년 7월 3일 순천시 (전라남도)의 향토유적 제13호로 지정되었다.

## 개요
비는 서면 학구리 신천마을 뒷산(산 18번지)에 세워져 있다. 비석의 전면에는 '王子壽堅胎室', 후면에는 '成化十九年十月十五日立(1483년)'라 음각되어 있다.
壽堅(수견)은 성종의 서자 계성군桂城君 순恂(1478~1504)의 자字이다. 성종과 숙의 하씨 사이에서 태어나 26세에 요절한 계성군의 태실비로 추정된다.
비의 규모는 높이 128cm, 너비 46cm, 두께 16cm이다. 석비 뒤로는 직경 500cm, 깊이 150cm의 홈안에 직경 125cm, 상면높이 25cm 정도의 태실이 있다.
조선시대 성종과 숙의 하씨 사이의 계성군의 태실로서 역사적인 가치가 있다. 순천지역에서 확인되는 태실로는 유일하며, 태실의 상태가 양호하며, 비의 주인공들을 확실히 알 수 있어 지정할 만한 가치가 매우 높다.

## 같이 보기
- 계성군